# Christofer Bergenblock
Christofer Sven David Bergenblock, född 15 september 1974 i Södra Unnaryds församling i Hallands län, är en svensk politiker (centerpartist). Han är ordinarie riksdagsledamot sedan 2022, invald för Hallands läns valkrets. Han var tidigare kommunalråd i Varbergs kommun.
I riksdagen är Bergenblock ledamot i socialutskottet sedan 2023 och suppleant i arbetsmarknadsutskottet och konstitutionsutskottet.